# Grayia ornata
Grayia ornata — вид отруйних змій родини полозових (Colubridae). Мешкає в Центральній Африці.

## Поширення й екологія
Grayia ornata поширені в Центральній Африці, на території Камеруну, Центральноафриканської Республіки, Екваторіальної Гвінеї, Габону, Республіки Конго і Демократичної Республіки Конго, на півночі Анголи і Замбії та на південному заході Південного Судану. Вони живуть у вологих тропічних лісах, на берегах водойм, на висоті від 5 до 1460 м над рівнем моря.